# Johann Wilhelm Lanz
Johann Wilhelm Lanz (* 1725; † nach 1760) war ein deutscher Porzellanbildner.

## Leben und Werk
Johann Wilhelm Lanz arbeitete schon um 1750 in Straßburg für Paul Hannong und gehörte nach dessen Umzug nach Frankenthal  zur ersten Generation von Porzellanbildnern in der dortigen Manufaktur. Sein Wirken dort ist von 1755 bis 1761 nachweisbar.

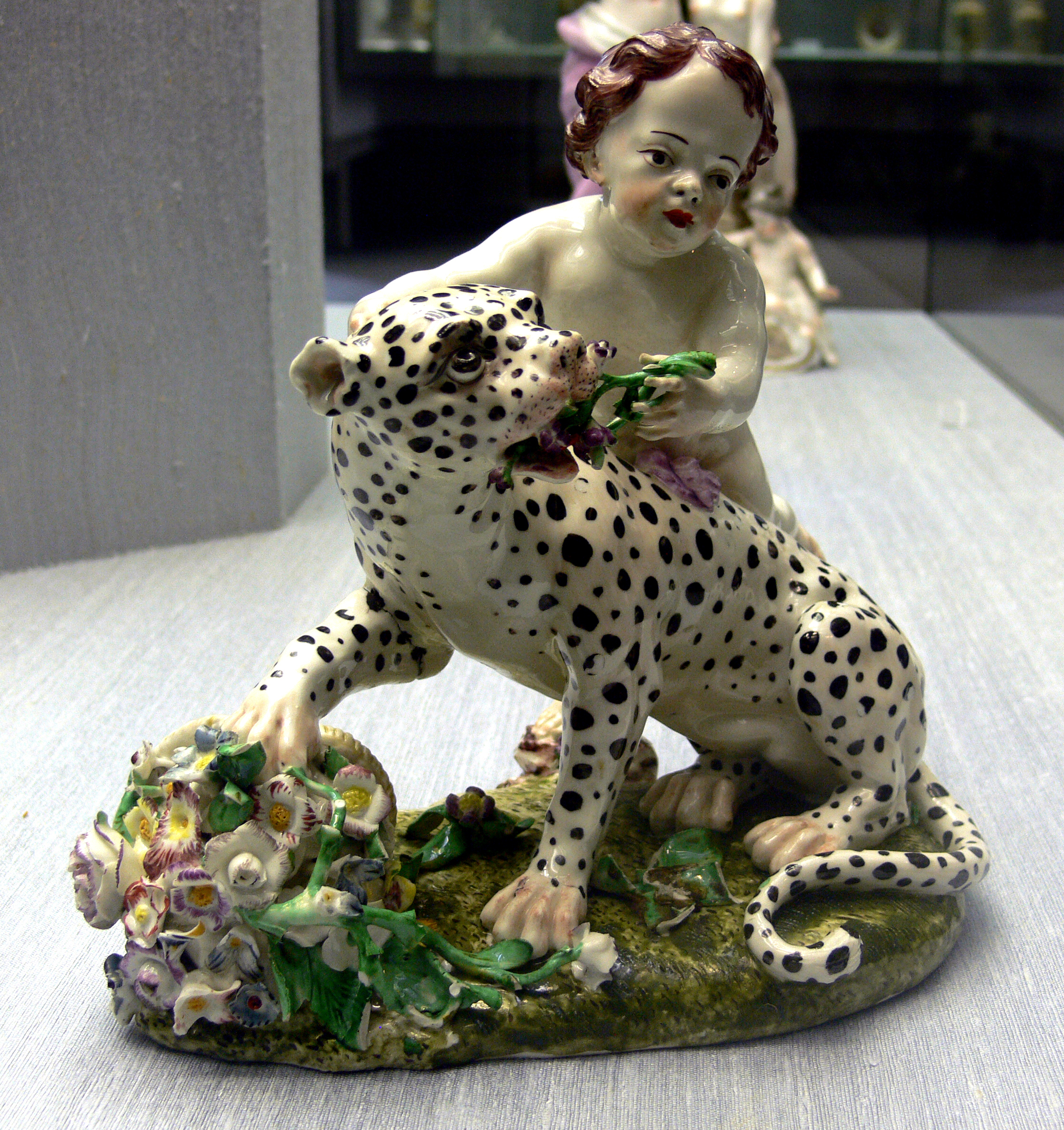
Putto mit Panther, 1755/56

Hannong hatte zunächst in Straßburg Fayencen produziert, dann aber von dem „Arcanum“ des Alchimisten Johann Friedrich Böttger erfahren und beschlossen, sich auch der Porzellanherstellung zu widmen. Er nahm 1753 Kontakt mit Madame de Pompadour auf, die eine leidenschaftliche Sammlerin von Meissner Porzellan war, um auf diesem Weg die Genehmigung einer Porzellanmanufaktur zu erreichen. Die Pompadour war jedoch bereits Schirmherrin der Manufaktur im Schloss Vincennes, deren Direktor offenbar dafür sorgte, dass Hannong nicht nur die Genehmigung vorenthalten blieb, sondern dass außerdem sein Betrieb in Straßburg geschlossen wurde. Daraufhin wanderte Hannong in den Herrschaftsbereich des Kurfürsten Carl Theodor nach Frankenthal aus, wo er im Juni 1755 in einer ehemaligen Kaserne seine Manufaktur eröffnete. Ab 1762 unterstand diese direkt dem Kurfürsten. In Frankenthal wurden viele Entwürfe, die Lanz schon in Straßburg geschaffen hatte, weiterverwendet.

## Werke

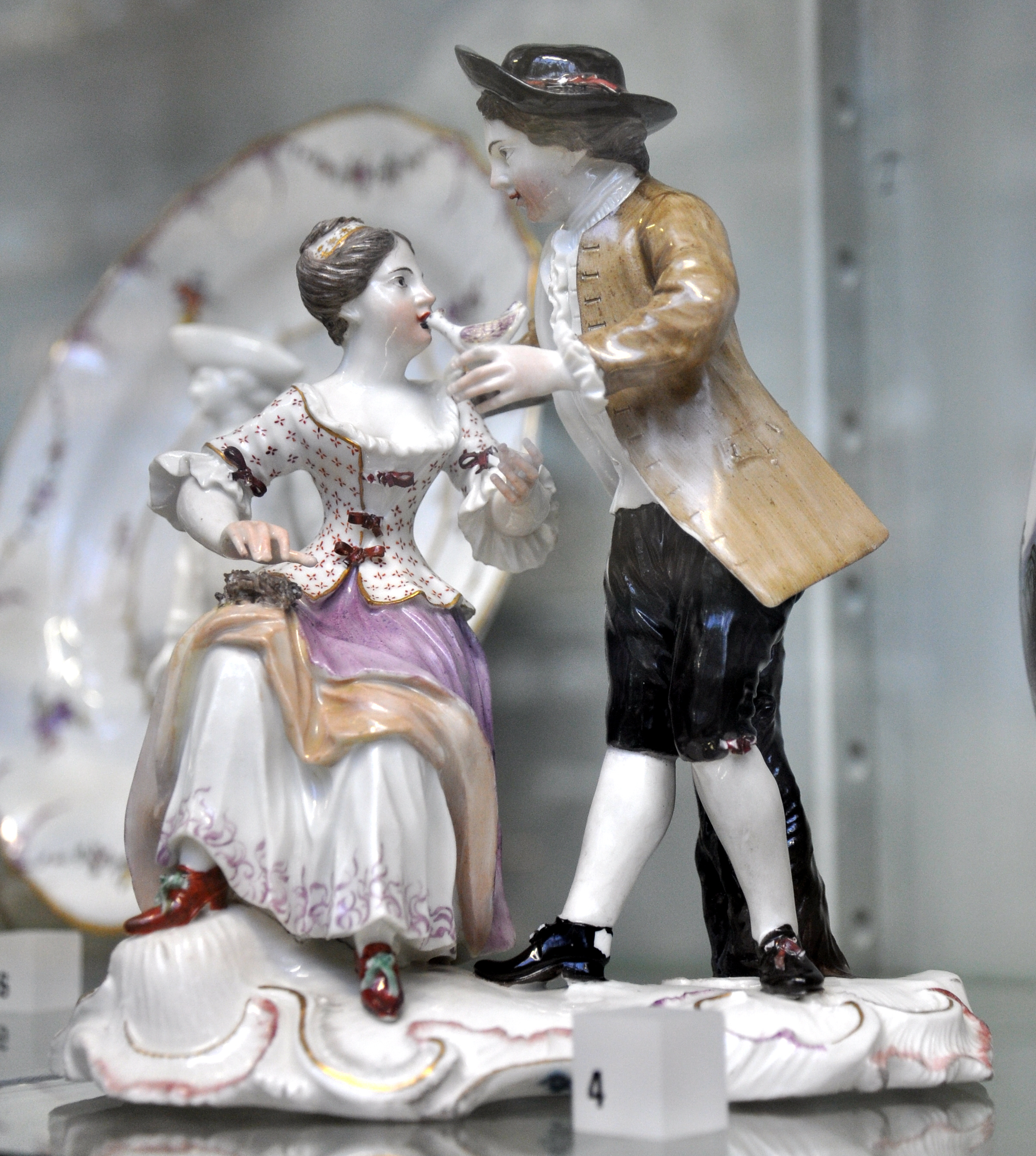
Liebespaar mit Vogel und Nest, um 1760

Johann Wilhelm Lanz gestaltete Themen der antiken Mythologie, so etwa um 1757 den Raub der Helena, Allegorien, Komödienszenen, Bauern, Winzer, Handwerker, Jäger, Tiere, Putten und die im 18. Jahrhundert beliebten Chinesenfiguren. Körpersprache und Gestik seiner Figuren sind lebensecht; viele Szenen sind auch humorvoll gestaltet, so etwa die Köchin, die Würste in einem Nachttopf macht, und der Koch, der Eier in eine Zipfelmütze schlägt. Zu den beeindruckendsten Werken Lanz’ zählt wohl ein chinesischer Pavillon, auf dessen Dach ein Drache sitzt, auf dem ein Chinese mit einem Schirm Platz genommen hat.
Kennzeichnend für viele seiner Werke sind die schwungvollen Rocailleformen, die den laubenartigen Hintergrund für zahlreiche Personendarstellungen bilden. Ein Beispiel dafür ist das Liebespaar in einer Weinlaube aus dem Jahr 1760, das aus einem schlichteren Vorgängermodell entwickelt wurde.
Lanz arbeitete zum Teil auch mit Kollegen zusammen, so etwa bei einer Rokokovase, deren Sockel samt Jägerfiguren Johann Friedrich Lück schuf, während Lanz die Dekoration mit Tierfiguren übernahm.

## Museumsbestände
Rund 1000 Werke aus der Frankenthaler Porzellanmanufaktur, darunter zahlreiche Schöpfungen Lanz’, befinden sich im Mannheimer Reiss-Engelhorn-Museum. Sie stammen großenteils aus den Sammlungen von Carl Baer, Hans Hermannsdörfer und Jean Wurz. Etwa die gleiche Anzahl an Porzellangegenständen aus der Frankenthaler Produktion befindet sich im Besitz des Kurpfälzischen Museums in Heidelberg. Ansehnliche Bestände haben auch das Erkenbert-Museum in Frankenthal, das insbesondere Jagd- und Tierszenen von Lanz besitzt, sowie das Historische Museum Speyer, darunter die Apfelverkäuferin, den Wandergesellen, Amor als Limonadenverkäufer und Neptun auf dem Wagen. Der Neptun auf dem Wagen stellt einen Höhepunkt der Frankenthaler Porzellanbildnerei dar. Das Speyrer Museum kaufte das Stück 1914 an und verlor es im Zuge des Zweiten Weltkriegs, als die Germersheimer Kasematten von französischen Offizieren geplündert wurden. 1988 konnte das Museum die Figur zurückerwerben. Sie gehört zu einer von Lanz geschaffenen Götterserie, in der auch Pluto, Venus und Neptun im Wagen dargestellt wurden. Im Schloss Benrath befinden sich mehrere Lanzsche Götterfiguren; das Metropolitan Museum of Art besitzt eine Lanzsche Tänzerin aus dem Jahr 1757, das Londoner Victoria and Albert Museum ebenso wie das Indianapolis Museum of Art ein Liebespaar mit Vogel und das Berliner Kunstgewerbemuseum einen Putto mit Panther. Eine Fayence-Konsoluhr mit Chronos aus der Straßburger Zeit besitzt das Hamburger Museum für Kunst und Gewerbe; sie trägt die Inventarnummer 1914.251.